# Promises, Promises (musical)
Promises, Promises és un musical que es va estrenar el 1968, basat en la pel·lícula de 1960 L'apartament. La música és de Burt Bacharach, amb lletres de Hal David i llibret de Neil Simon. Els números musicals de la producció original de Broadway van ser coreografiats per Michael Bennett. Robert Moore la va dirigir i David Merrick va ser el productor. La història tracta d'un executiu menor d'una companyia d'assegurances que intenta pujar per l'escala corporativa permetent que els seus superiors casats puguin utilitzar el seu apartament pels seus affairs.
La producció original de Broadway es va estrenar el 1968, amb Jerry Orbach com Chuck Baxter i Jill O'Hara com Fran Kubelik, i es van fer 1.281 representacions. Una producció londinenca va obrir el 1969 amb Tony Roberts i Betty Buckley. L'àlbum del repartiment va guanyar el premi Grammy al millor àlbum de teatre musical, i dues cançons de l'espectacle (la melodia del títol i "I'll Never Fall in Love Again") es van convertir en senzills d'èxit per a Dionne Warwick.

## Produccions

### Broadway (1968-1972)
Després de les proves a Washington, D.C., l'espectacle es va estrenar a Broadway al Shubert Theatre l'1 de desembre de 1968 i es va tancar l'1 de gener de 1972, després de 1.281 representacions. Dirigit per Robert Moore i coreografiat per Michael Bennett amb Bob Avian com a ajudant de coreògraf, el repartiment va comptar amb Jerry Orbach com Chuck Baxter, Jill O'Hara com Fran Kubelik, i Edward Winter com J. D. Sheldrake. En papers de petit o conjunt van ser Kelly Bishop, Graciela Daniele, Ken Howard, Baayork Lee, Donna McKechnie, Frank Pietri, Margo Sappington, i Marian Mercer. Una gira nacional protagonitzada per Tony Roberts recreant el seu paper de Chuck Baxter, Melissa Hart com Fran, i Bob Holiday com a Sheldrake van actuar per tots els Estats Units a principis dels anys setanta. Lorna Luft va interpretar a Fran Kubelik a Broadway des d'octubre de 1971 fins a gener de 1972. Una segona gira nacional va protagonitzar Will McKenzie com Chuck Baxter; al conjunt estaven Trudi Green, Laurent Giroux, Guy Allen, Dennis Grimaldi, Brandt Edwards, i Patti McKenzie. Una altra gira va ser protagonitzada per Donald O'Connor com Chuck Baxter, Betty Buckley com Fran Kubelik, i Barney Martin com Dr. Dreyfus; Els protagonistes del grup van ser Laurent Giroux, Carla Lewis, i Dennis Grimaldi.

### West End (1969)
L'espectacle es va produir per primera vegada al West End de Londres al Prince of Wales Theatre el 1969, amb Tony Roberts i Betty Buckley. Va durar 560 representacions.

### Revival de Broadway (2010-2011)
A l'octubre del 2008 es va fer una lectura pel revival del musical amb Sean Hayes i Anne Hathaway.
El renaixement es va obrir al Broadway Theatre el 25 d'abril de 2010, després de les estrenes a partir del 27 de març. Dirigit i coreografiat per Rob Ashford, el revival va estar protagonitzat per Sean Hayes, Kristin Chenoweth, Brooks Ashmanskas, Katie Finneran, i Tony Goldwyn. A la partitura es va afegir les cançons de Bacharach-David "I Say a Little Prayer", un èxit de venda de 1967 per a Dionne Warwick i "A House Is Not a Home".
A causa del seu embaràs, Katie Finneran va deixar el paper de Marge el 10 d'octubre de 2010,i va ser substituïda per la veterana de Saturday Night Live Molly Shannon. Hayes, Chenoweth i Shannon van romandre amb la producció fins al seu tancament el 2 de gener de 2011. L'espectacle va tenir 291 representacions i 30 prèvies.

### Altres produccions
Les produccions regionals de teatre han inclòs una posada en escena del 1993 a l'Opera de Goodspeed a Connecticut. El festival New York City Center Encores! va celebrar un concert escenificat el març de 1997, amb Martin Short, Kerry O'Malley, Eugene Levy, Dick Latessa, i Christine Baranski.
El musical es va estrenar al San Francisco Playhouse el novembre de 2014 i es va tancar el gener de 2015. Va comptar amb Jeffrey Brian Adams en el paper de Chuck i Monique Hafen com a Fran
2017 Southwark Playhouse, Londres
Aquesta producció es va desenvolupar de gener a febrer, dirigida per Bronagh Lagan amb Gabriel Vick en el paper de Chuck i Daisy Maywood com a Fran.

## Sinopsi

### Acte I
Chuck Baxter és un ambiciós solter i executiu subaltern a una gran companyia d'assegurances, Consolidated Life, que expressa les seves frustracions i esperances per avançar en la seva carrera professional ("Half as Big as Life"). Per guanyar favor dels caps a la companyia, permet que el seu apartament es pugui utilitzar per a les seves aventures romàntiques a canvi de promeses de promoció ("Upstairs"). Chuck té els seus ulls posats en Fran Kubelik, una cambrera de la cafeteria de la companyia a qui sempre ha admirat des de la distància. Mentre parla junts, es pregunta si mai trobarà algú amb qui compartir la seva vida. Chuck espera que el noti ("You'll Think of Someone").
JD Sheldrake, el poderós director de personal de la companyia, nota les ressenyes brillants escrites pels superiors de Chuck i en dedueix la raó. Sol·licita l'ús exclusiu de l'apartament per als seus assumptes a canvi de l'esperada promoció de Chuck i les entrades per a un partit de bàsquet ("Our Little Secret"). (A la reestrena del 2010, la cançó "I Say a Little Prayer For You" es va afegir per a una escena en què Fran explica a les companyes de treball sobre les flors que ha rebut d'un nou "misteriós individu"). Chuck demana a Fran que assisteixi al partit de bàsquet amb ell, i ella accepta conèixer-lo allà després de prendre una copa amb el seu proper aviat ex-amant ("She Likes Basketball").
L'amant de Fran resulta ser el casat Sheldrake. Fran vol acabar amb la relació, però Sheldrake la convida a passar la nit amb ell ("Knowing When to Leave"). Tot i que Fran l'alça, Chuck la perdona. Quan informa als altres executius que el seu apartament ja no està disponible per al seu ús, expressen consternació ("Where Can You Take a Girl?"). Mentrestant, Sheldrake es pregunta per què se sent atret pels afers ("Wanting Things"). L'escena passa a la festa de Nadal de la companyia, on tothom gaudeix ("Turkey Lurkey Time"). La senyoreta Olsen, la secretària de Sheldrake, li revela a Fran que és simplement l'última d'una llarga fila d'amants de Sheldrake. El teló del primer acte cau quan Fran és avergonyida ("A House is Not a Home" en el renaixement del 2010), i Chuck descobreix que Fran és una de les noies que Sheldrake ha estat portant al seu apartament.

### Acte II
Un desconsolat Chuck passa la nit de Nadal intentant ofegar els seus problemes en un bar, on coneix una altra estreta solitària, Marge MacDougall, que accepta tornar al seu apartament ("A Fact Can Be a Beautiful Thing"). Mentrestant, a l'apartament de Chuck, Fran s'enfronta a Mr. Sheldrake sobre els seus affairs anteriors. Mentre admet els affairs, declara el seu amor per Fran, però li diu que ha de marxar per agafar el tren cap a casa per passar la nit de Nadal amb la seva família. Una Fran desesperada descobreix les pastilles per dormir de Chuck i es pren tota l'ampolla ("Whoever You Are").
Quan Chuck arriba amb Marge, descobreix a Fran al seu llit. Després de desfer-se ràpidament Marge, un frenètic Chuck aconsegueix que el seu veí, el doctor Dreyfuss, vingui i junts li salven la vida. L'endemà al matí, Chuck truca a Sheldrake per fer-li saber què va passar. Sheldrake diu que no pot marxar a la ciutat sense que la seva dona ho sàpiga i demana a Chuck que es faci càrrec de Fran ("Christmas Day").
Durant els dies vinents, Chuck i Dreyfuss intenten mantenir l'ànim de Fran per evitar una recaiguda en un comportament suïcida ("A Young Pretty Girl Like You"). Chuck i Fran juguen a gin rummy i comenten els seus problemes cada vegada més a prop ("I'll Never Fall In Love Again"). Mr. Kirkeby, un dels antics "clients" de Chuck, descobreix que Fran s'ha allotjat a l'apartament de Chuck, així que, com a venjança per haver-li tallat a ell i als altres l'ús de l'apartament, li diu al germà excessivament protector de Fran on ha estat allotjada. Karl Kubelik arriba a l'apartament a recollir-la i, creient que Chuck és la causa del seu estat actual, li dona un cop de puny a Chuck.
La senyoreta Olsen aviat descobreix que les accions de Sheldrake van fer que Fran gairebé se suïcidés. Abandona la feina i explica a la senyora Sheldrake tot sobre els affairs del seu marit. Ella el deixa, resultant en la seva desesperació per atraure Fran de nou. Sheldrake torna a demanar les claus de l'apartament de Chuck la nit de Cap d'Any per portar-hi Fran. Chuck es nega i deixa el seu lloc en lloc de permetre que Sheldrake porti a Fran al seu apartament mai més ("Promises, Promises").
Decidint que ha de marxar, Chuck comença a fer les maletes per traslladar-se a un altre lloc quan Fran el ve a veure. Sheldrake li havia dit que Chuck li havia refusat l'accés i el va deixar, i s'adona que Chuck és qui l'estima de debò. Quan reprenen el seu anterior joc de gin rumy, ell declara el seu amor per ella, a la qual cosa ella respon: "Calla i reparteix".

## Personatges
- Chuck Baxter - un empleat d'oficina
- Fran Kubelik – una cambrera de restaurant
- J.D. Sheldrake - un gerent de personal
- Dr. Dreyfuss - un veí
- Marge MacDougall - una coneguda del bar
- Dobitch, Kirkeby, Eichelberger i Vanderhof
- Vivien, Miss Polansky i Miss Wong
- Karl - germà de Fran
- Mrs. Sheldrake
- Miss Olsen

## Números musicals
| Acte I - "Overture" - Orquestra - "Half as Big as Life" - Chuck - "Grapes of Roth" - Orquestra - "Upstairs" - Chuck - "You'll Think of Someone" - Chuck & Fran - "Our Little Secret" - Chuck & Sheldrake - "I Say a Little Prayer" + - Fran - "She Likes Basketball" - Chuck - "Knowing When to Leave" - Fran - "Where Can You Take a Girl?" - Dobitch, Kirkeby, Eichelberger, & Vanderhof - "Wanting Things" - Sheldrake - "Turkey Lurkey Time" - Miss Della Hoya, Miss Polansky, Miss Wong, & Conjunt - "A House Is Not a Home" + - Fran | Acte II - "A Fact Can Be a Beautiful Thing" - Marge & Chuck - "Whoever You Are (I Love You)" - Fran - "Christmas Day" - Orquestra - "A House Is Not A Home (reprise)" + - Chuck - "A Young Pretty Girl Like You" - Dr. Dreyfuss & Chuck - "I'll Never Fall in Love Again" - Chuck & Fran - "Promises, Promises" - Chuck - "I'll Never Fall In Love Again (reprise)" + - Chuck & Fran |

+ Afegida pel revival del 2010

Les cançons tallades la gira pre-estrena incloïen: "Tick Tock Goes The Clock," "We Did The Right Thing," "Loyal, Resourceful i Cooperative," "Wouldn't That Be A Stroke Of Luck," "Hot Food," "What Am I Doing Here?"
Les cançons escrites per a l'espectacle però que no s'utilitzaven inclouen: "Let's Pretend We're Grown Up," "Phone Calls," "In The Right Kind Of Light."

## Música
Al The New York Times: "Tot i que l'obra presentava seqüències de ball memorables d'un coreògraf en ascens anomenat Michael Bennett, el que realment la va diferenciar va ser la seva partitura, escrita pel compositor de pop d'or massís Burt Bacharach amb lletres de Hal David. Mr. Bacharach va introduir a Broadway no només la flotabilitat insistentment rítmica i comercial del jingle de ràdio de nucli tou dels anys seixanta, sinó també un ús cinematogràfic de veus secundàries fora de l'escenari amb tefló suau."
Les cançons del musical inclouen la melodia del títol, que va ser un èxit internacional per a Dionne Warwick i publicada abans de l'obertura de Broadway al desembre del 1968; "I'll Never Fall in Love Again," un èxit per a Warwick als EUA i Canadà (núm. 6 i núm. 1, respectivament) i per a Bobbie Gentry al Regne Unit (núm. 1); "Knowing When To Leave" (també gravat per Warwick); "She Likes Basketball"; i "Turkey Lurkey Time," un número de ball amb McKechnie, Lee i Sappington. Warwick també va gravar "Whoever You Are (I Love You)" i "Wanting Things" el 1968 abans que s'obrís el programa per al seu LP de Sceptre Promises, Promises. "Christmas Day" va ser enregistrada per Johny Mathis pel seu tercer album de Nadal, Give Me Your Love for Christmas (1969).

## Premis i nominacions

### Original Broadway production
| Any  | Premi               | Categoria                               | Nominat         | Resultat  |
| ---- | ------------------- | --------------------------------------- | --------------- | --------- |
| 1969 | Premis Tony         | Millor musical                          | Millor musical  | Nominat   |
| 1969 | Premis Tony         | Millor actor protagonista de musical    | Jerry Orbach    | Guanyador |
| 1969 | Premis Tony         | Millor actriu protagonista de musical   | Jill O'Hara     | Nominat   |
| 1969 | Premis Tony         | Millor actor de repartiment de musical  | Larry Haines    | Nominat   |
| 1969 | Premis Tony         | Millor actor de repartiment de musical  | Edward Winter   | Nominat   |
| 1969 | Premis Tony         | Millor actriu de repartiment de musical | Marian Mercer   | Guanyador |
| 1969 | Premis Tony         | Millor direcció de musical              | Robert Moore    | Nominat   |
| 1969 | Premis Tony         | Millor coreografia                      | Michael Bennett | Nominat   |
| 1969 | Premi Drama Desk    | Música excepcional                      | Burt Bacharach  | Guanyador |
| 1969 | Premi Drama Desk    | Actuació excepcional                    | Marian Mercer   | Nominat   |
| 1969 | Premi Drama Desk    | Actuació excepcional                    | Jerry Orbach    | Guanyador |
| 1969 | Premi Theatre World | Premi Theatre World                     | Jill O'Hara     | Guanyador |
| 1969 | Premi Theatre World | Premi Theatre World                     | Marian Mercer   | Guanyador |
| 1969 | Premi Grammy        | Millor àlbum de teatre musical          | Burt Bacharach  | Guanyador |

### Revival de Broadway 2010
| Any  | Premi                      | Categoria                                                  | Nominat                                                    | Resultat  |
| ---- | -------------------------- | ---------------------------------------------------------- | ---------------------------------------------------------- | --------- |
| 2010 | Premi Tony                 | Millor actor protagonista de musical                       | Sean Hayes                                                 | Nominat   |
| 2010 | Premi Tony                 | Millor actriu de repartiment de musical                    | Katie Finneran                                             | Guanyador |
| 2010 | Premi Tony                 | Millor coreografia                                         | Rob Ashford                                                | Nominat   |
| 2010 | Premi Tony                 | Millors orquestracions                                     | Jonathan Tunick                                            | Nominat   |
| 2010 | Premi Drama Desk           | Revival excepcional d'un musical                           | Revival excepcional d'un musical                           | Nominat   |
| 2010 | Premi Drama Desk           | Actriu de repartiment destacada en un musical              | Katie Finneran                                             | Guanyador |
| 2010 | Premi Drama Desk           | Disseny de so excepcional                                  | Brian Ronan                                                | Nominat   |
| 2010 | Premi Outer Critics Circle | Revival excepcional d'un musical (Broadway o Off-Broadway) | Revival excepcional d'un musical (Broadway o Off-Broadway) | Nominat   |
| 2010 | Premi Outer Critics Circle | Actor destacat en un musical                               | Sean Hayes                                                 | Nominat   |
| 2010 | Premi Outer Critics Circle | Actor de repartiment destacat en un musical                | Dick Latessa                                               | Nominat   |
| 2010 | Premi Outer Critics Circle | Actriu de repartiment destacat en un musical               | Katie Finneran                                             | Guanyador |
| 2010 | Premi Outer Critics Circle | Coreògraf destacat                                         | Rob Ashford                                                | Nominat   |
| 2011 | Premi Grammy               | Millor àlbum de teatre musical                             | Millor àlbum de teatre musical                             | Nominat   |